# Bădăranii (piesă de teatru)
Bădăranii (venetă: I rusteghi) este o piesă de teatru de Carlo Goldoni, o comedie în trei acte. A fost prima oară pusă în scenă în 1760 la Teatro San Luca cu ocazia Carnavalului din Veneția și publicată în 1762.

## Prezentare
Acțiunea are loc în Veneția.

### Actul I
Piesa începe cu Lucietta, fiica lui Lunardo, unul dintre cei patru bădărani și Margareta, a doua soție a lui Lunardo și mama vitregă a Luciettei. Cele două se plâng că nici una nu poate părăsi casa din cauza poruncilor lui Lunardo. Ele sunt întrerupte de sosirea lui Lunardo care le anunță că a invitat în acea noapte pe ceilalți trei bădărani (Canciano, Maurizio și Simon) și pe soțiile acestora. Îi dă rapid și grosolan explicații soției sale, după ce o gonește din cameră pe fiica sa, despre înțelegerea la care a ajuns cu Maurizio pentru ca să o căsătorească pe Lucietta cu fiul acestuia din urmă, Felippetto. Maurizio sosește în acel moment și încep să discute despre viitoarea nuntă cu Lunardo, spunându-i că fiul său Felippetto ar dori s-o vadă pe Lucietta înainte de căsătorie, cererea puternic respinsă de Lunardo.
În scena a 6-a din primul act, scena se schimbă: Felippetto, în casa Marinei, mătușa sa, îi mărturisește acesteia afecțiunea sa pentru Lucietta. Mătușa este surprinsă de interdicția lui Lunardo, lucru care o face să se îndepărteze de Simon, soțul Marinei, care a apărut între timp.
La scurt timp după scurta altercație dintre Marina și soțul ei, sosește în casa lor Felicia, soțul ei Canciano și contele Riccardo, un prieten al Feliciei. În timp ce Riccardo încearcă să aibă o conversație cu vorbărețul Canciano, Felicia  dezvăluie planul Marinei de a-i pune față în față pe Lucietta și Felippetto. Simon se întoarce acasă.

### Actul al II-lea
Al doilea act se deschide cu Margarita și Lucietta într-o cameră din casa negustorului Lunardo. Lucietta dorește haine noi de la mama sa vitregă pentru  se găti pentru cina din acea noapte și reușește s-o convingă să-i dea o "pereche de cercei" și un "colier de perle". Când Lunardo ajunge acasă, acesta le spune celor două să se îmbrace corespunzător și continuă să le mustre chiar și atunci când primii oaspeți, Marina și soțul ei Simon, sosesc. Lunardo află că Simon știe despre pregătirile de nuntă, iar cei doi încep o conversație plină de replici spumoase.
Între timp, Marina, cu acordul Margaritei, îi spune Luciettei despre planificata căsătorie, inclusiv angajamentul pe care Felicia l-a luat de a programa o întâlnire între viitorii soți pentru ca aceștia să se vadă înainte de căsătorie. La scurt timp, Felippetto vine îmbrăcat ca o femeie, împreună cu contele Riccardo, îmbrăcat la fel. Cei doi sunt plăcuți la vedere. Cu toate acestea, plăcuta întâlnire este întreruptă brusc de revenirea neașteptată a lui Lunardi, Simon și a lui Canciano. Lunardi anunță în mod neașteptat femeile că mariajul va avea loc "Ancus, adessadesso" (adică imediat), iar Maurizio este trimis să-și caute fiul. Acesta revine de acasă, cu respirația tăiată, spunând că nu și-a găsit fiul care, de fapt, se ascunde într-o cameră alăturată împreună cu contele Riccardo.

### Actul al III-lea
Are loc o dispută între bădărani care se plâng de soțiile lor și le acuză pe soțiile altora. Situația este rezolvată prin intervenția Feliciei. Acesta, demonstrând fermitate și abilități retorice, îi convinge pe cei patru bădărani că, la urma urmei, nimic grav nu s-a întâmplat. După ultimele certuri ale părinților față de copiii lor, toți sunt împăcați și Felicia le aduce aminte care este motivul întâlnirii lor: acela de a lua o minunată cină împreună.  Cu această scenă se termină comedia lui Carlo Goldoni.

## Personaje
Bădăranii
- Lunardo, negustor
- Canciano, negustor, cetățean al Veneției
- Maurizio, negustor, fratele Marinei
- Simon, negustor

Femei
- Margarita, a doua soție a lui Lunardo
- Marina, soția lui Simon, mătușa lui Felippetto
- Felicia, soția lui Canciano

Lucietta și Felippetto
- Lucietta, fiica lui Lunardo din prima căsătorie
- Felippetto, fiul lui Maurizio

Alte personaje
- contele Riccardo, un prieten al Feliciei